# Lo spettro di Anil
Lo spettro di Anil (Anil's Ghost) è un romanzo dello scrittore singalese naturalizzato canadese Michael Ondaatje, pubblicato nel 2000.

## Trama
Anil Tissera è una dottoressa che lavora per conto di una commissione per i diritti umani. Torna nel suo paese natale lo Sri Lanka, da cui era andata via al termine della scuola, per portare aiuti umanitari nel paese dilaniato dalla guerra civile. Il suo scopo non dichiarato è quello di raccogliere informazioni per dimostrare che le violenze in atto nel paese non sono solo opera dei terroristi, ma anche di esponenti governativi e militari.

## Premi
Il romanzo ha vinto il Governor General's Award for English-language fiction, il Premio Giller e il premio Kiriyama.